# Głogowo (gromada)
Głogowo (od 31 XII 1961 Dobrzejewice) – dawna gromada, czyli najmniejsza jednostka podziału terytorialnego Polskiej Rzeczypospolitej Ludowej w latach 1954–1972.
Gromady, z gromadzkimi radami narodowymi (GRN) jako organami władzy najniższego stopnia na wsi, funkcjonowały od reformy reorganizującej administrację wiejską przeprowadzonej jesienią 1954 do momentu ich zniesienia z dniem 1 stycznia 1973, tym samym wypierając organizację gminną w latach 1954–1972.
Gromadę Głogowo z siedzibą GRN w Głogowie utworzono – jako jedną z 8759 gromad na obszarze Polski – w powiecie lipnowskim w woj. bydgoskim, na mocy uchwały nr 24/8 WRN w Bydgoszczy z dnia 5 października 1954. W skład jednostki weszły obszary dotychczasowych gromad Brzozówka, Dobrzejewice, Głogowo i Zawały ze zniesionej gminy Dobrzejewice w tymże powiecie.
1 stycznia 1955 gromadę włączono do powiatu toruńskiego w tymże województwie, gdzie ustalono dla niej 21 członków gromadzkiej rady narodowej.
31 grudnia 1959 do gromady Głogowo włączono wieś Szembekowo ze znoszonej gromady Mierzynek w tymże powiecie.
31 grudnia 1961 gromadę Głogowo zniesiono przez przeniesienie siedziby GRN z Głogowa do Dobrzejewic i zmianę nazwy jednostki na gromada Dobrzejewice.